# Moses-Mabhida-Stadion
Das Moses-Mabhida-Stadion (Baubeginn unter dem Namen King-Senzangakhona-Stadion) ist ein Fußballstadion in der südafrikanischen Stadt Durban. Das Stadion hatte eine Gesamtkapazität von rund 70.000 Zuschauern und war damit die zweitgrößte der fünf neu gebauten Fußballarenen der Fußball-Weltmeisterschaft 2010 in Südafrika. Nach der WM 2010 wurde die Kapazität auf 56.000 Zuschauer reduziert, indem der dritte Rang auf der Haupt- sowie der Gegentribüne zurückgebaut wurde. Für große Veranstaltungen wie Olympische Sommerspiele ließe sich das Platzangebot wieder auf 65.000 erhöhen.

## Geschichte
Die Sportstätte liegt auf einer erhöhten Plattform unweit des Indischen Ozeans und ist repräsentativer Bestandteil des neuen King’s-Park-Sportzentrums. Das neue Spielstätte wurde direkt neben dem alten Kings-Park-Stadion errichtet.
Zunächst war die Anlage nach dem Zulu-Häuptling Senzangakhona (King-Senzangakhona-Stadion) benannt, einem Gründer der Zulu-Nation, wurde aber noch in der Bauphase nach dem kommunistischen Politiker Moses Mabhida (1923–1986) umbenannt.
Das Moses-Mabhida-Stadion ist eines von drei Stadien, das von dem Hamburger Architektenbüro Gerkan, Marg und Partner (gmp) für die Fußball-Weltmeisterschaft 2010 entworfen wurde. Es dient nicht nur als WM-Spielort, sondern ist durch seine umliegenden Grünflächen ein wichtiger Teil des kulturellen und sportlichen Lebens in der Region KwaZulu-Natal.
Die Stadt Durban (zur Metropolgemeinde eThekwini gehörend) war in diesem Projekt Bauherr und wurde durch die afrikanische Baufirma BKS Group vertreten. Die Firma Pfeifer Seil- & Hebetechnik aus Memmingen wurde als Generalunternehmer für die gesamte Dachkonstruktion beauftragt.
Das Stadion, scherzhaft „fleischfressende Blume“ genannt, gilt nun als Wahrzeichen von Durban und wird mit der Elbphilharmonie und der Golden Gate Bridge verglichen. Mit bereits beim Bau eingeplanten Attraktionen wie Bungeespringen und dem „Skycar“, einer Bahn, die zu einer Aussichtsplattform auf dem Träger fährt, versucht man, die jährlichen Millionenverluste nach der WM zu dämpfen.
Eine weitreichende Renovierung für 236 Millionen Rand ist (Stand Oktober 2024) geplant.

## Daten über den Bau
Einer der baulichen Höhepunkte ist der 2700 Tonnen schwere Stahlbogen (56 Elemente und 6 Rungen), der sich in 104 Metern Höhe über das Stadion spannt. Er wurde bei der Firma Eiffel Deutschland Stahltechnologie in Hannover gefertigt und in Einzelteilen per Schiff nach Durban gebracht, die Montage erfolgte durch ein schweizerisches Familienunternehmen. Der Bogen teilt sich an seinem höchsten Punkt in zwei sogenannte Spliced Arches und spiegelt somit die Trennung und Versöhnung der Völker Südafrikas wider. Mit einer Seilbahn wird Besuchern die Gelegenheit gegeben, vom Scheitelpunkt des Bogens auf einer Aussichtsplattform einen Blick über die Stadt und den Indischen Ozean zu werfen. Am Bogen ist ein 750 Tonnen schweres Seiltragwerk befestigt, das mit einer gesamten Seillänge von rund 18 Kilometern die Verbindung zum ovalen Druckring herstellt. Der sogenannte Compression Ring und seine 52 tragenden Stahlstützen haben ein Eigengewicht von weiteren 2800 Tonnen Stahl und bilden den statischen Ausgleich der entworfenen Dachkonstruktion.
Der gesamte Stadionkomplex besteht aus 190.000 Tonnen Beton, wobei ein Parkhaus mit 10.000 Parkplätzen inbegriffen ist. Die 46.000 m² große Dachkonstruktion schützt die Fans vor Regen und Sonne, während die Anordnung der Ränge eine ungehinderte Sicht auf das Spielfeld ermöglicht. Das Spielfeld ist nicht überdacht. Das Moses-Mabhida-Stadion in Durban bot während der WM 2010 65.000 Zuschauern auf drei Rängen Platz. Der VIP-Bereich ist mit Foyer, VIP-Club und 150 VIP-Logen konzipiert. Nach der WM kann die Kapazität je nach Veranstaltung zwischen 50.000 und maximal 80.000 variiert werden.
Das Moses-Mabhida-Stadion soll eine Innenbühne, ein Sportmuseum, ein Sportinstitut und eine neue Transportstation beherbergen. Um eine praktische Verbindung zwischen dem Stadion und der Strandpromenade herzustellen, ist der Bau einer Brücke geplant.

### Daten
| Name des Stadions:       | Moses-Mabhida-Stadion                      |
| Besitzer des Stadions:   | South African Football Association         |
| Bauherr:                 | Stadt Durban – Ethekwini Municipality      |
| Bauherrenvertreter:      | BKS Group                                  |
| Generalunternehmer:      | WBHO/Group 5/Pandev JV                     |
| Generalunternehmer Dach: | Pfeifer Seil- & Hebetechnik                |
| Bauzustand:              | Neubau                                     |
| Fertigstellung:          | September 2009                             |
| Tragwerksplanung:        | sbp – Schlaich Bergermann und Partner GmbH |
| Architekt:               | gmp – Gerkan, Marg und Partner             |
| Höhe über Meeresspiegel: | ca. 15 Meter                               |

### Dimensionen
| Fassungsvermögen:         | ca. 70.000 Zuschauer zur Weltmeisterschaft 2010 |
| Gesamtkosten:             | ca. 1,8 Mrd. Rand (ca. 150 Mio. Euro)           |
| Stahlbogen:               | ca. 2.700 Tonnen Stahl                          |
| Seiltragwerk:             | ca. 500 Tonnen Stahl (18 km Seil)               |
| Druckring:                | ca. 2.800 Tonnen Stahl                          |
| Hilfs-Stahl-Konstruktion: | ca. 1.200 Tonnen Stahl                          |
| Verkleidung:              | ca. 10.000 m² Cladding                          |
| Stadiondach:              | ca. 46.000 m² Membrane                          |
| Stadion:                  | ca. 190.000 Tonnen Beton                        |
| Parkplätze:               | ca. 10.000 Parkmöglichkeiten                    |

## Spiele der Fußball-Weltmeisterschaft 2010 in Durban
Während der Fußball-Weltmeisterschaft 2010 wurden fünf Gruppenspiele, ein Achtelfinale und eine Halbfinalpartie in der Fußballarena ausgetragen.

### Gruppenspiele
- Gruppe D – 13. Juni 2010, 20:30 Uhr:  Deutschland –  Australien 4:0 (2:0)
- Gruppe H – 16. Juni 2010, 16:00 Uhr:  Spanien –  Schweiz 0:1 (0:0)
- Gruppe E – 19. Juni 2010, 13:30 Uhr:  Niederlande –  Japan 1:0 (0:0)
- Gruppe B – 22. Juni 2010, 20:30 Uhr:  Nigeria –  Südkorea 2:2 (1:1)
- Gruppe G – 25. Juni 2010, 16:00 Uhr:  Brasilien –  Portugal 0:0

### Achtelfinale
- 28. Juni 2010, 16:00 Uhr:  Niederlande –  Slowakei 2:1 (1:0)

### Halbfinale
- 7. Juli 2010, 20:30 Uhr:  Deutschland –  Spanien 0:1 (0:0)